# Tadeusz Adamowski
Tadeusz „Ralf“ Adamowski (* 19. November 1901 in Lausanne, Schweiz; † 22. August 1994 in New York City New York, USA) war ein polnischer Eishockeyspieler und -trainer.

## Karriere

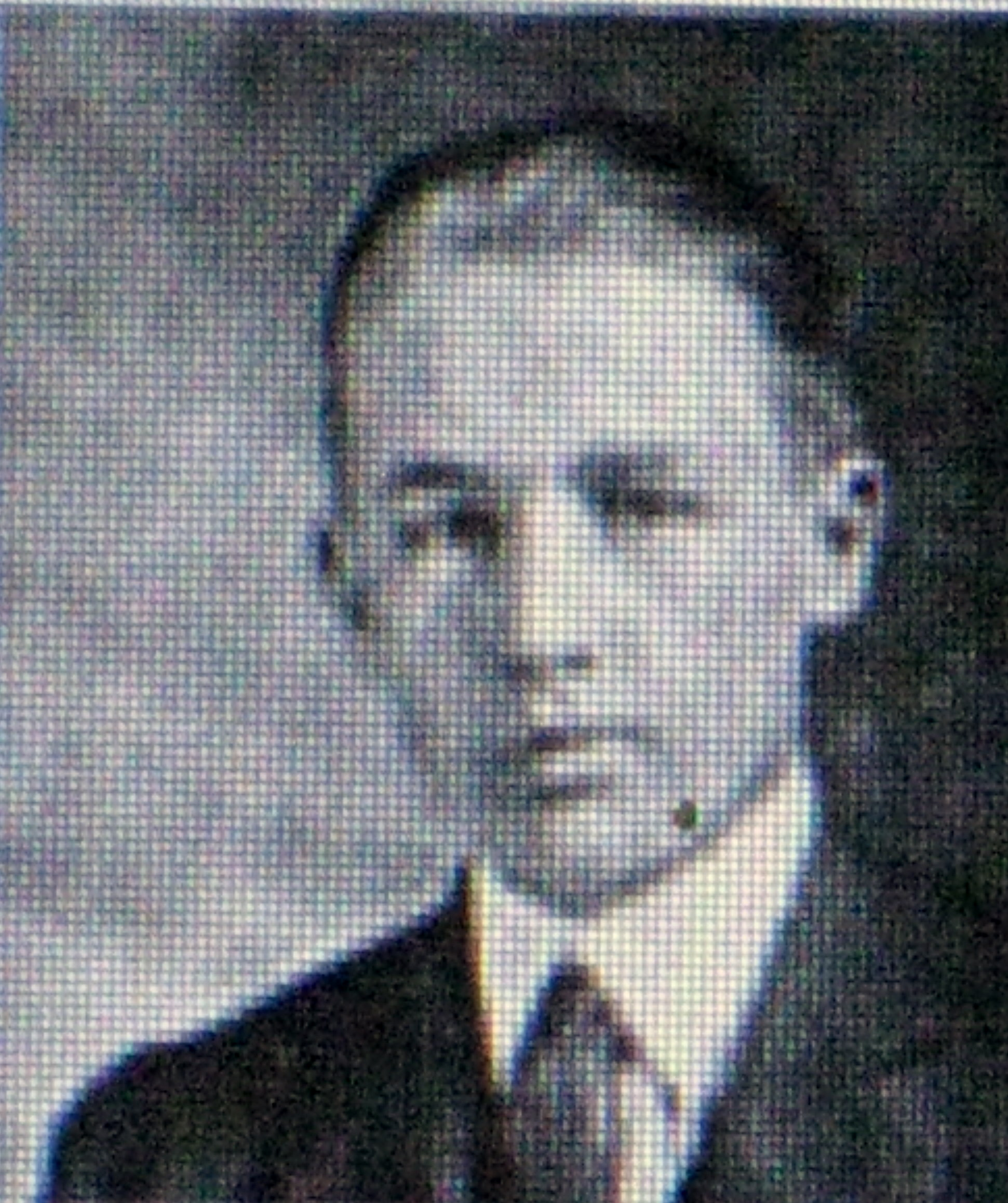
Tadeusz Adamowski als Student an der Harvard University (1922)

Tadeusz Adamowski wurde als Sohn des Cellisten Joseph Adamowski und der Pianistin Antoinette Szumowska-Adamowska in der Schweiz geboren, als diese sich auf einem Europa-Besuch befanden. Nach seiner Rückkehr in die USA besuchte er die Harvard University, an der er neben verschiedenen anderen Sportarten auch Eishockey spielte. Trotz der geplanten Rückreise nach einem Polen-Aufenthalt, blieb er und spielte stattdessen Eishockey für AZS Warschau. Mit der Mannschaft gewann er zwischen 1926 und 1931 fünf Mal in Folge den polnischen Meistertitel. In seiner Zeit in Polen war er zudem als Trainer tätig. Im Zweiten Weltkrieg diente er als Reservist in der Polnischen Armee und geriet in deutsche Kriegsgefangenschaft. Diese musste er größtenteils im Offizierslager II C in Woldenberg verbringen. Nach dem Krieg kehrte er in die USA zurück und war dort für die UNICEF tätig.

### International
Für die polnische Eishockeynationalmannschaft nahm Adamowski an den Olympischen Winterspielen 1928 in St. Moritz als Mannschaftskapitän teil. Er selbst erzielte im Turnierverlauf in zwei Spielen zwei Tore. Bei der Europameisterschaft 1929 gewann er mit seinem Land die Silbermedaille. Ebenfalls die Silbermedaille der Europameisterschaftswertung erhielt er mit Polen bei der Weltmeisterschaft 1931, als die Europameisterschaft Bestandteil der WM war. Insgesamt bestritt er 40 Länderspiele, in denen er 16 Tore erzielte. Zwischen 1927 und 1930 agierte er zudem als Spieler-Nationaltrainer.

## Erfolge und Auszeichnungen
- 1927 Polnischer Meister mit AZS Warschau
- 1928 Polnischer Meister mit AZS Warschau
- 1929 Polnischer Meister mit AZS Warschau
- 1930 Polnischer Meister mit AZS Warschau
- 1931 Polnischer Meister mit AZS Warschau

### International
- 1929 Silbermedaille bei der Europameisterschaft
- 1931 Silbermedaille bei der Europameisterschaft

## Familie
Tadeusz Adamowski stammte aus einer Familie von Künstlern. Seine Eltern waren bekannte Musiker und unterrichteten am New England Conservatory of Music. Sein Vater und sein Onkel, Tymoteusz Adamowski waren Mitglieder des Boston Symphony Orchestra. Tymoteusz war langjähriger Konzertmeister und spielte auch beim Boston Pops Orchestra. Zusammen mit seiner Mutter bildeten sie das Adamowski Trio. Seine Schwester Helenka Pantaleoni war Schauspielerin, Menschenrechtlerin und Gründerin des U.S. Fund for UNICEF. Seine Tante Helene war die Ehefrau des Komponisten und Diplomaten Ignacy Jan Paderewski.